# Ялинки
«Ялинки» (рос. Ёлки) — російський фільм 2010 року. Фільм складається з шести новел шести режисерів, дія яких відбувається в різних містах Росії. Фільм вийшов у широкий прокат в Росії та Україні 16 грудня 2010 року.

## Сюжет
Дія розгортається в різних містах Росії: Калінінграді, Казані, Пермі, Уфі, Бавлах, Єкатеринбурзі, Красноярську, Якутську, Новосибірську, Санкт-Петербурзі та Москві. Герої фільму опиняються в переддень Нового року в непростих ситуаціях, вийти з яких їм може допомогти лише диво або теорія шести рукостискань. Відповідно до цієї теорії всі люди знайомі через шість рукостискань. Незнайомі між собою люди по ланцюжку передають прохання калінінградської дівчинки Варі президентові Росії і в новорічну ніч її побажання про згадку певної фрази в промові Президента, звичайно, як і прийнято у новорічних історіях, збувається.

## У ролях
- Іван Ургант — бізнесмен
- Сергій Свєтлаков — актор
- Віра Брежнєва — камео
- Микита Пресняков — таксист
- Сергій Гармаш — міліціонер
- Артур Смольянинов — злодій
- Катерина Вілкова — продавець-консультант
- Марія Порошина — директор
- Дато Бахтадзе — пожежний
- Олександр Головін — сноубордист
- Павло Меленчук
- Ольга Тумайкіна — подруга
- Віктор Вержбицький — співробітник апарату президента
- Христина Асмус — дівчина зі Швейцарії
- Сергій Друзьяк — хлопець з Куби
- Баймурат Аллаберієв
- Костянтин Хабенський — голос за кадром

## Касові збори
Загальні світові касові збори фільму склали $25,0.

## Саундтрек
| #  | Назва                                   | Виконавець                     | Тривалість |
| -- | --------------------------------------- | ------------------------------ | ---------- |
| 1. | «Любовь Без Обмана»                     | 23:45 feat. 5ivesta Family     | 3:24       |
| 2. | «Доброе утро»                           | Aleks Jackman                  | 3:24       |
| 3. | «Это Дикий Запад? Да, детка! (Western)» | DJ Крыжовник 2.0 feat Марусель | 7:46       |
| 4. | «Устрой Дестрой»                        | Noize MC                       | 3:59       |
| 5. | «Еду в Магадан»                         | Вася Обламов                   | 4:34       |
| 6. | «Любовь спасёт мир»                     | Віра Брежнєва                  | 3:30       |
| 7. | «Самую малость»                         | Город 312                      | 2:48       |
| 8. | «Время не властно»                      | Мітя Фомін                     | 3:26       |
| 9. | «Мітя Фомін (Hi-Fi) feat. 3XL PRO»      | Время не властно               | 3:26       |

## Продовження
У грудні 2011 року вийшло продовження фільму — «Ялинки 2».